# Anisa Shaheed
Anisa Shaheed ( Afganistán, 1986 ) es una periodista afgana que durante la década de 2010 explicó las vulneraciones de los derechos humanos, la violencia y la corrupción en Afganistán a través de TOLOnews.

## Biografía
Anisa Shaheed creció bajo el régimen islámico talibán de Afganistán y después de la caída de estos en 2001 fue a la universidad y comenzó su carrera periodística en 2009. Trabajó primero como reportera en el Cheragh Daily Newspaper y como jefa de noticias del Hindu Kush News, y luego se incorporó al canal de televisión independiente TOLOnews en 2009. Llegó a ser jefa de informativos en TOLOnews, pero más tarde decidió volver a informar sobre el terreno. Continuó informando después de que muchos periodistas abandonaran el país.
El 15 de agosto del 2021 huyó de Afganistán tras el regreso de los talibanes al poder y recibir amenazas por ser periodista y mujer.
Desde el exilio en Estados Unidos, y como freelance, Anisa Shaheed sigue proporcionando cobertura a Afganistán.
Algunos de sus reportajes han provocado ceses de altos funciones, procesamientos y encarcelamientos. 
- Denunció el fraude en las elecciones presidenciales de 2019 y como consecuencia varios altos funcionarios, incluidos los jefes de las comisiones electorales, fueron procesados y encarcelados.
- Destapó la corrupción uno de los mayores bancos de Afganistán  contribuyendo al procesamiento y encarcelamiento de uno de los principales accionistas, acusado de malversar 37 millones de dólares.

- Cubrió el ataque terrorista contra un hospital de maternidad en el que murieron 22 personas, entre ellas mujeres que recibieron disparos mientras daban a luz a sus bebés.[9]
- Durante la COVID-19 puso de manifiesto la mala gestión del gobierno afgano de los recursos destinados a combatir la enfermedad. Su informe de 2020 provocó el cese de altos funcionarios, entre ellos un ministro del gobierno, un viceministro y algunos directores de hospitales.
- Denunció la violencia sexual cometida por el primer vicepresidente de Afganistán, Abdul Rashid Dostrum, el funcionario fue destituido y posteriormente deportado a Turquía. Varios de sus colaboradores fueron procesados y encarcelados.

## Premios y reconocimientos
- En 2022 Premio Internacional de Periodismo Knight concedido por el Centro Internacional de Periodistas.[10]
- En 2021 Periodista del año y rostro de la libertad de expresión, nombrada por la Red de Libertad de Expresión de Afganistán.[11][2]
- En 2021 100 Women BBC

- En 2020 Reporteros Sin Fronteras reconocieron su trabajo durante el tiempo de coronavirus. Fue seleccionada de entre 1.700 nominaciones.[9] En concreto, destacó sus informaciones sobre el ataque a la sala de maternidad del Hospital de Kabul en mayo y la mala gestión de la pandemia por la COVID-19 del gobierno afgano.[5]